# Артиллерийские войска Израиля
Артиллерийские войска Израиля  (ивр. חיל התותחנים‎; сокращённо: ивр. חָתָ"ם‎) — один из родов войск сухопутных войск Израиля, выполняющий задачи по подавлению целей противника и поддержки пехотных частей Армии обороны Израиля.

## История
Артиллерийские войска Израиля были созданы в 1948 году и их первым командиром был Йехуда Гинцбург. Первым орудием артиллерии стали купленные у англичан французские 65-мм пушки, ласково прозванные бойцами «Наполеончик». Несмотря на легкомысленное название, они помогли солдатам ЦАХАЛ остановить наступление сирийцев и египтян на северном и южном фронтах. В 50-е годы Израиль приобрёл первые 105 мм САУ «Ахиллес» и M7 Priest. Была разработана израильская САУ М-50. В 60-70-е годы происходят первые закупки САУ M107 и M109.
Артиллерийские войска Израиля принимали участие во всех войнах Израиля, включая две сугубо артиллерийские операции «Сведение счётов» 1993 года и «Гроздья гнева» в 1996 году.

## Структура артиллерийских войск Израиля
Артиллерийские войска Израиля состоят из трёх регулярных формирований бригадного состава и нескольких формирований запаса.
| Артиллерийские бригады | Артиллерийские бригады | Артиллерийские бригады | Артиллерийские бригады | Артиллерийские бригады | Артиллерийские бригады                                                                                           |
| Эмблема                | Название               | Номер                  | Дивизия                | Военный округ          | Комментарии |
| ---------------------- | ---------------------- | ---------------------- | ---------------------- | ---------------------- | --- |
| Регулярные бригады     |                        |                        |                        |                        | |
|                        | Кела Давид             | 214                    | Ха-Эш                  | Центральный округ      | |
|                        | Аму́д Ха-Эш             | 215                    | Ха-Плада               | Южный округ            | состоит из двух регулярных дивизионов («Драко́н» и «Ре́шеф») и нескольких резервных дивизионов.                    |
|                        | Хативат Ха-Эш          | 282                    | Гааш                   | Северный округ         | В соединении три регулярных дивизиона («Наме́р», «Ке́рен», «Ра́ам») и два резервных дивизиона («Маге́н» и «Шфифо́н»). |

Артиллерийским войскам подчинена Школа артиллерии «Шивта» (ивр. ביסל"ת‎) в Негеве, а также учебный артиллерийский центр (ивр. מרכז חת"ם‎) в составе Национального центра учений сухопутных войск (ивр. מל"י‎).

## Виды вооружения
В артиллерийсках войсках существуют артиллерия самоходная и на механической тяге (только в резерве). Используются осколочные, осветительные, дымовые и другие виды снарядов. Самоходная артиллерия состоит из САУ M109 калибра 155 мм, являющейся основным орудием в артиллерийских войсках.
Также используется 155-мм пушка М-71 Солтам производства Израиля на механической тяге.
Артиллерийский расчёт М109 состоит из 7 солдат. Каждой САУ придан бронетранспортёр M992 FAASV с дополнительным боекомплектом. Средняя скорострельность М109 — четыре снаряда в минуту.
В составе артиллерийских войск также находятся реактивные артиллерийские дивизионы с РСЗО M270 MLRS производства США. Также в артиллерийских войсках Израиля есть радиолокационные станции артиллерийской разведки «Шилем», позволяющая обнаруживать цели противника.

## Дополнительные системы связи
В состав сухопутных частей Армии обороны Израиля входят офицеры артиллерии, отвечающие за связь между пехотой и артиллерией. Они контролируют мощь, время и место артиллерийского огня, способного помочь пехотной части в достижении тактической цели. Также задействованы многоцелевые разведывательные беспилотные летательные аппараты Hermes 450 и Skylark.

## Список командующих артиллерийскими войсками
Список составлен на основании официальных данных сайта артиллерийских войск Израиля.